# 닥터 후 시즌 1 (2024년)
영국의 SF 드라마 《닥터 후》의 시즌 1 (Season One)은 2024년 방영된 시즌으로, 2005년~2010년 닥터후의 총괄 프로듀서와 대표 작가를 맡았다가  2023년 60주년 스페셜로 다시 복귀한 러셀 T 데이비스의 다섯번째 시즌이다.
본래 닥터 후 뉴 시즌 시작 이후 열네 번째 시즌이라는 의미에서 '시리즈 14'라는 가명으로 불리었으나, 러셀 T 데이비스가 이번 시즌부터 '시즌 1'로 부를 것을 공식화함에 따라 넘버링을 처음부터 다시 시작하게 되었다. 닥터 후 올드 시즌부터의 넘버링으로 따지면 이번 시즌은 40번째 시즌이다. 이와 더불어 BBC와 배드 울프 사가 공동 제작을 맡고, 디즈니 플러스에서 영국 제외 전세계 방영권을 확보함에 따른, 새로운 제작 체제 아래에서의 첫번째 정규 시즌이기도 하다.
이번 시즌에서는 영국 경찰 박스 모양의 타임머신 '타디스'를 타고 시간여행을 하는 주인공 닥터의 한 모습, 15대 닥터 역에 슈티 가트와가 정규 시즌으로서는 처음으로 출연한다. 닥터의 새로운 동행자인 루비 선데이 역에 밀리 깁슨도 함께 캐스팅되어 출연한다.
2023년 12월 25일 방영되는 크리스마스 스페셜 "The Church on Ruby Road" (루비 로드의 교회) 편으로 시작되는 이번 시즌은 총 8편의 에피소드로 구성되었다. 감독은 딜런 홈스 윌리엄스, 마크 톤더레이, 줄리 앤 로빈슨, 벤 체셀, 제이미 도너그가 맡게 되었다. 각본은 쇼러너인 러셀 T 데이비스, 스티븐 모펏, 케이트 헤론과 브리오니 레드맨이 참여하였다. 촬영 작업은 2022년 12월에 시작되어 2023년 7월에 마무리되었다. 종전의 BBC 산하 로스 로크 스튜디오에서 배드 울프사의 울프 스튜디오에서 촬영이 진행되었다.

## 에피소드 목록
| 스페셜 |   |                             |                    |                               |                  |       |    |
| 304 | – | "The Church on Ruby Road"   | 마크 톤더레이      | 러셀 T 데이비스               | 2023년 12월 25일 | 749   | 82 |
| 19년 전 크리스마스 이브 날, 후드를 쓴 여성이 교회 밖에 아기를 두고 가는 모습을 닥터가 목격한다. 세월이 흘러 성인이 된 '루비 선데이'는 DNA 검사로 친부모를 찾으려 하지만 아무 소용이 없었다. 다비나 맥콜과의 인터뷰를 기점으로 일상 속에서 불운이 반복되던 루비는 15대 닥터와 조금씩 언뜻 마주치고 있었다. 유모 일을 하는 양어머니 '카를라'를 돕던 루비는 고블린들이 아기를 납치하는 것을 보고 비행선에 올랐다가 닥터와 다시 마주친다. 고블린에게 붙잡힌 닥터는 고블린이 시간을 조작해 루비의 불운을 초래하였고, 루비와 아기의 생일이 크리스마스 이브로 같다는 '우연'을 먹잇감으로 노렸다는 사실을 알아낸다. 두 사람은 고블린에게 잡아먹히려는 아기를 구출하고 집으로 돌아온다. 그러나 이 과정에서 닥터와 루비의 옛 우연으로 고블린이 시간 여행을 하고 아기 때의 루비를 잡아먹는다. 루비의 존재가 사라진 것을 알아차린 닥터는 아기 루비를 구하기 위해 19년 전으로 돌아가 고블린과 비행선을 파괴한다. 현재로 돌아온 닥터는 루비와 재회하지만 닥터는 타디스를 타고 떠나려 한다. 루비는 닥터가 시간여행자임을 알아채고 동행에 나선다. |   |                             |                    |                               |                  |       |    |
| 정규 시즌 |   |                             |                    |                               |                  |       |    |
| 305 | 1 | "Space Babies"              | 줄리 앤 로빈슨     | 러셀 T 데이비스               | 2024년 5월 11일  | 401만 | 75 |
| 닥터는 루비를 미래의 다른 행성 궤도를 도는 우주정거장으로 데려간다. 정거장 아래층에서 괴물을 발견한 두 사람은 위층으로 도망쳤다가 이곳을 조종하는 말하는 아기 승무원들과 만난다. 닥터와 루비를 엄마 아빠로 착각하는 이 아기들은 자신들이 6년간 홀로 지내면서 인공지능 'NAN-E'의 보살핌을 받아왔다고 말한다. 그러나 NAN-E는 '조셀린'이란 이름의 마지막 남은 성인 승무원으로, 퇴역명령을 거역하고 인공지능 목소리 흉내를 내며 남아 있었다는 사실이 밝혀진다. 닥터와 루비는 아기들이 두려워하는 '끈적이 괴물'이라는 생명체의 정체를 조사하다가, 아기들이 흘린 콧물을 유전적으로 배양해 탄생한 괴물임을 알게 된다. 조셀린은 괴물을 지하실에서 꺼내려 하지만 루비와 닥터가 이를 막는다. 닥터는 정거장을 수리하고 조셀린과 아기들, 끈적이 괴물이 새로운 터전을 잡고 살도록 돕는다. 이후 닥터는 루비에게 정식으로 동행자가 될 것을 권유하지만, 루비가 태어난 날만큼은 되돌아갈 수 없다고 경고한다. 루비는 그 대신 엄마 카를라와 할머니 체리에게 돌아가고 싶다 말하고, 닥터는 루비의 DNA를 스캔하기 시작한다. |   |                             |                    |                               |                  |       |    |
| 306 | 2 | "The Devil's Chord"         | 벤 체셀            | 러셀 T 데이비스               | 2024년 5월 11일  | 3.91  | 77 |
| 1925년 영국의 한 음악 선생이 제자에게 셋온음, 즉 악마의 화음을 가르치다가 '마에스트로'라는 존재가 소환되어 선생의 정신 속 음악을 먹어치워 죽이는 사건이 벌어진다. 닥터는 루비의 부탁으로 1963년 런던의 EMI 스튜디오에서 첫 앨범을 녹음하던 비틀즈를 만나게 된다. 두 사람의 기대와는 달리 비틀즈는 엉망이 된 노래밖에 할 줄 몰랐고, 존 레논과 폴 매카트니로부터 온 세상이 음악을 모르게 되어버렸다는 사실을 접한다. 닥터는 음악의 존재가 사라지면 인류의 미래가 바뀐다면서 루비에게 노래를 연주하게 한다. 그 순간 인류의 음악을 먹어치우던 마에스트로가 닥터 앞에 처음으로 정체를 드러낸다. 마에스트로에게서 탈출한 닥터는 루비를 데리고 음악이 사라진 오늘날의 세상이 핵겨울에 뒤덮힌 모습을 보여준다. 이후 다시 한번 마에스트로가 나타나 자신은 토이메이커의 자식으로서 음악의 힘을 조종할 능력이 있음을 보여준다. 마에스트로는 타디스를 장악하고, 닥터는 1963년 스튜디오로 돌아간다. 그곳에서 닥터와 루비는 마에스트로를 추방할 선율을 찾아 보려 하지만 힘에 부친다. 그 때 존과 폴이 나타나 마에스트로를 가두는 화음을 찾아내고, 존재가 사라져가던 마에스트로는 '기다리는 자'의 도래를 예언한다. 온 세상에 음악이 돌아오고, 닥터와 루비는 뮤지컬 곡을 선보이며 타디스에 다시 오른다. |   |                             |                    |                               |                  |       |    |
| 307 | 3 | "Boom"                      | 줄리 앤 로빈슨     | 스티븐 모펏                   | 2024년 5월 18일  | 358만 | 78 |
| 전쟁으로 폐허가 된 '카스타리온 3' 행성에 타디스가 착륙한다. 주변을 거닐던 닥터는 실수로 지뢰를 밟고 꼼짝 못하는 신세가 되어버린다. 루비와 닥터는 전사한 군인 존 프랜시스 베이터의 인공지능 모델과 대화를 나누면서 부상으로부터 회복기간이 너무 길다는 이유로 '앰뷸런스'가 죽음에 이르게 했다는 사실을 전해듣는다. 앰뷸런스를 비롯하여 이 전쟁에서 사용되는 장비들은 이윤 극대화 알고리즘으로 통제되는 전문 방산업체 '빌렌가드'에서 제조하고 있었다. 베이터의 딸 스플라이스와 다른 병사 두 명이 현장에 도착하고, 이어지는 적대와 혼란 속에서 루비가 병사에게 총상을 입고 죽을 위기에 처한다. 닥터는 병사들에게 지금의 전쟁 자체가 알고리즘에 의해 거짓으로 만들어진 것이고, 적군은 존재하지 않는다고 밝힌다. 또 지금 병사들은 지뢰를 포함한 빌렌가드가 조종하는 장비와 싸우고 있었다고 설명한다. 닥터는 베이터의 인공지능을 앰뷸런스에 접속시켜, 알고리즘을 무력화하고 지뢰를 비활성화하는 동시에 루비를 되살리게 하는 바이러스 역할을 하도록 한다. 카스타리온 3 행성의 전쟁이 끝나고 닥터와 루비는 그곳을 떠난다. |   |                             |                    |                               |                  |       |    |
| 308 | 4 | "73 Yards"                  | 딜런 홈스 윌리엄스 | 러셀 T 데이비스               | 2024년 5월 25일  | 406만 | 77 |
| 웨일스에 도착한 닥터는 실수로 '매드 잭'이라는 사람이 쓴 메시지가 담긴 페어리 서클을 밟고 갑자기 자취를 감춘다. 이어서 루비는 저 멀리 가만히 서있는 채로 무언가 손짓하는 수수께끼의 여인을 발견한다. 이 여성은 한곳에만 머무는 것이 아니라 항상 73야드 거리에 떨어진 채로 루비에게 보여지고 있었으며, 여성에게 다가간 모든 사람은 두려움에 사로잡혀 그 여인과 루비를 피해 도망친다. 엄마는 물론 UNIT의 도움도 받을수 없게 된 루비는 수 년이 지나고 도 사라지지 않는 여인과 평범하게 지내는 일상을 유지하고 있었다. 2046년, 루비는 영국 총리가 된 극우 정치인 '로저 앱 길리엄'의 선거 연설을 듣다가 스스로를 '매드 잭'이라고 부르는 것을 우연히 알아차린다. 이전에 닥터가 미래에 로저 앱 길리엄이라는 정치인이 핵전쟁을 일으키며 최악의 총리로 남았다는 기억을 떠올린 루비는 로저의 선거 캠프에 잠입하여 그를 나락으로 몰아갈 계획에 나선다. 루비의 기지로 자신의 바로 옆에 수수께끼의 여인을 두게 된 로저는 두려움에 떨며 총리직을 사임한다. 40여 년 후, 이제 할머니가 된 루비는 그 여인이 자신에게 가까이 다가오는 것을 마주하게 된다. 그리고 그 다음 순간 옛날로 되돌아가 닥터와 함께 웨일스에 도착한 젊은 시절의 자신을 멀리서 목격하게 된다. 나이든 루비는 과거의 자신에게 손짓으로 경고하여 닥터가 페어리 서클을 밟지 못하게 만드는 데 성공한다.                                                     |   |                             |                    |                               |                  |       |    |
| 309 | 5 | "Dot and Bubble"            | 딜런 홈스 윌리엄스 | 러셀 T 데이비스               | 2024년 6월 1일   | 338만 | 77 |
| '야생의 숲' 한가운데 방어막으로 둘러싸인 외계 식민지의 부유한 청년 도시 '핀타임'. 그곳의 시민으로 살던 린디 페퍼빈은 다른 사람들과 마찬가지로 '도트'라 부르는 금속 구체를 통해 머리 주변을 둘러싸는 소셜 미디어 인터페이스에 시야와 삶을 완전히 의존하며 살아가고 있었다. 어느날 친구 몇 명이 실종된 것을 알게 된 루비는 자신의 버블에 나타난 닥터와 루비를 만나 극도로 위험한 상태에 놓여 있다는 경고를 듣는다. 버블을 가동해제한 린디는 거대한 민달팽이 같은 생명체가 시민들을 잡아먹는 것을 목격한다. 닥터와 루비는 린디에게 도관으로 대피 탈출하여 '홈월드'에서 가족들의 구조를 기다리라고 지시한다. 한편 도트에 의존하지 않다 상황을 알아차리고 린디와 함께 대피한 시민 '리키 셉템버'는 홈월드가 이미 저 생명체들에게 먹혀 버렸다는 사실을 알게 되지만 이를 숨긴다. 닥터는 도트들에게 지각 능력이 생겨서 시민들을 잡아먹기 위해 민달팽이를 만들어냈다는 사실을 알아낸다. 만남의 장소를 목전에 놓고 린디와 리키가 궁지에 몰리자, 린디는 리키를 죽도록 내버려두는 이기심을 보이며 탈출한다. 이어서 다같이 모인 핀타임 시민들은 타디스로 안내하는 닥터의 호의를 경멸하듯 뿌리치며 새 터전을 잡기 위해 야생의 숲으로 출발한다. |   |                             |                    |                               |                  |       |    |
| 310 | 6 | "Rogue"                     | 벤 체셀            | 케이트 헤론 / 브리오니 레드맨 | 2024년 6월 8일   | 352만 | 77 |
| 1813년 잉글랜드의 화려한 귀족 파티에 참여하게 된 닥터와 루비. 그곳의 손님으로 온 에밀리와 루비가 시간을 보내는 동안, 닥터는 사람을 죽여 코스프레로 그 모습을 취하는 변신 생명체 '철두르'와 그들을 쫓기 위해 미래에서 온 현상금 사냥꾼 '로그'를 만난다. 로그는 처음에 닥터도 둔갑한 것이라 오해하지만 닥터는 그렇지 않음을 증명하고 그 과정에서 우연히 두 사람의 교감이 깊어져 간다. 닥터는 로그에게 철두르를 다른 차원으로 보내라고 설득한다. 철두르가 스캔들에 자주 꼬인다는 것을 파악한 두 사람은 파티에서 함께 춤을 춘다. 로그는 닥터에게 반지를 끼우고 청혼하는 척을 하고, 닥터는 그 축제에 참석한 철두르 4인의 시선을 끌기 위해 도망친다. 이후 로그의 덫을 이용해 철두르를 잡으러 하지만, 그 과정에서 에밀리가 숨은 철두르라는 사실을 알고서 해치웠던 루비가 실수로 덫에 걸리게 되고, 닥터는 덫의 순간이동 장치를 작동시켜야 하나 고뇌에 빠진다. 이때 로그가 장치를 잡고 루비를 밀어낸 뒤, 닥터에게 자신을 찾아오라고 부탁하며 전송장치를 작동시키게 한다. 상심에 빠진 닥터는 루비에게 위로와 함께, 로그의 반지를 끼고서 미소지으며 하늘의 별을 바라본다. |   |                             |                    |                               |                  |       |    |
| 311a | 7 | "The Legend of Ruby Sunday" | 제이미 도너그      | 러셀 T 데이비스               | 2024년 6월 15일  | 350만 | 81 |
| 닥터와 루비는 UNIT 본부로 가서 그간의 모험에서 시공간을 넘나들며 계속 마주했던 의문의 여인을 조사하기 시작한다. UNIT은 그 여인의 정체가 IT 기업가 '수잔 트라이어드'임을 파악하고 있었고, 멜 부시를 그 기업에 잠입시켜 알아보도록 했다. 닥터는 이와 함께 루비의 생모도 찾았으면 좋겠다고 말한다. 이후 닥터와 루비는 UNIT의 '타임 윈도우' 기술을 통해 2004년 크리스마스 이브의 현장을 3D로 펼친 공간에 들어가 보지만, 루비의 어머니는 어둠에 가려져 그 정체를 알아볼 수 없었다. 그때 어떤 존재가 나타나 UNIT 요원을 죽인다. 그 사이 멜 부시는 닥터에게 수잔을 만나게 하고, 수잔은 자신이 꿈속에서 되었던 모습과 닥터가 마주했던 모습들이 동일하다는 사실을 확인한다. UNIT은 2004년 타디스의 두번째 견본을 숨겨둔 존재가 있다는 사실을 알아내고, 케이트 레스브리지스튜어트는 그 존재가 이미 타디스에 둘러싼 채 모습을 감춰왔다는 설을 내세우며 모습을 드러낼 것을 요구한다. 그때 현장에 있던 UNIT의 자료분석가인 해리엇 애빙거가 판테온의 하수임이 밝혀지고, 머지않아 타디스에 매달린 존재가 악마의 목소리로 불길한 독백을 내뱉으며 세트의 형태로 모습을 드러낸다. 수잔 역시 섬뜩한 모습으로 변신하여 자신이 운영하던 '수잔 트라이어드 테크놀로지', 줄여서 '수 테크'가 사실은 죽음의 신이자 닥터의 옛 적이었던 '수테크'를 뜻한다는 사실을 밝힌다. 곧이어 수테크는 우주의 모든 생명체를 죽이겠다고 선언한다. |   |                             |                    |                               |                  |       |    |
| 311b | 8 | "Empire of Death"           | 제이미 도너그      | 러셀 T 데이비스               | 2024년 6월 22일  | 369만 | 80 |
| 4대 닥터에게 패한 이래 타디스를 붙잡고 버텨 왔던 수테크는 타디스가 향하는 곳마다 수잔 트라이어드의 화신을 남겼다고 밝힌다. 이 화신들은 시공간에 존재하는 거의 모든 생명체들을 죽이기 시작한다. 닥터와 멜, 루비는 타임 윈도우를 이용해 만들어진 '기억 속 타디스'에 올라 UNIT을 탈출한다. 닥터와 루비가 DNA 데이터베이스를 검색하는 동안, 멜은 수테크의 하수인으로 변해 두 사람을 UNIT 본부로 데려간다. 타디스를 몰던 루비와 닥터는 수테크를 속이고 시간 소용돌이를 긁어대며 사라졌던 모두를 부활시킨다. 수테크 역시 타디스에 끌려다니다 소용돌이 속으로 방출되어 버린다. 모든 소동이 끝나고 UNIT은 루비의 생모를 찾아낸다. 당시 15세였던 루비의 엄마는 평범한 인간으로, 어린 나이와 계부의 학대로 아기를 교회에 남겨둘 수밖에 없었다. 루비의 엄마가 범우주적으로 중요 인물이 된 것은 그녀가 특별해야 한다고 믿는 사람들에 의한 것이었다. 루비는 35세가 된 어머니와 재회하고 친아버지를 만나러 가기로 한다. 닥터는 루비에게 꼭 돌아오겠다고 약속하며 떠난다. 눈 내리는 밤, 플러드 부인은 시청자에게 루비는 해피엔딩을 맞았지만 닥터의 이야기는 절대적인 공포로 끝날 것이라 말한다. |   |                             |                    |                               |                  |       |    |